# Immateriële goederen
Onder immateriële goederen worden in algemene zin bestaansmiddelen in de vorm van diensten en recht verstaan. Voor immateriële en materiële goederen samen wordt de overkoepelende term economisch goed gebruikt.
Immateriële goederen kunnen verder worden onderverdeeld in productiegoederen en consumptiegoederen. Voorbeelden van diensten die als immaterieel consumptiegoed voor individuele huishoudens dienstdoen zijn de beroepen van advocaat en huisarts. Beroepen als organisatieadviseur en accountant zijn voorbeelden van consumptiegoederen in het bedrijfsleven. Licenties en octrooien zijn voorbeelden van immateriële consumptiegoederen op het gebied van recht.